# جيمس إتش ماكليلان
جيمس إتش ماكليلان (بالإنجليزية: James H. McClellan)‏ هو مهندس وأستاذ جامعي أمريكي، ولد في 5 أكتوبر 1947 في غوام في الولايات المتحدة.